# Scandalo politico sudcoreano del 2016
Lo scandalo politico sudcoreano del 2016 (박근혜·최순실 게이트?) (Park Geun-hye–Choi Soon-sil) riguarda l'influenza di Choi Soon-sil, figlia dello sciamano e leader religioso Choi Tae-min, sulla presidente Park Geun-hye.

## Storia
Alla fine di ottobre 2016 emerge lo scandalo politico della Corea del Sud. L'influenza di Choi sulla presidente si sarebbe spinta fino al controllo sul suo guardaroba, con la donna che le consigliava perfino cosa indossare e in quali giorni. Il 29 novembre 2016 Park accettò di cominciare il processo della sua rimozione dalla carica Il 9 dicembre Park venne messa in stato d'accusa e di conseguenza il primo ministro Hwang Kyo-ahn diventò il presidente in carica.
Il 21 dicembre una squadra speciale per l'accusa, guidata da Park Young-soo, cominciò le investigazioni sullo scandalo di Choi Soon-sil Il 10 marzo 2017 la Corte costituzionale della Corea del Sud decise di sostenere lo stato di accusa nei confronti di Park Geun-Hye: tutti gli 8 giudici convennero che la presidente Park abusò del suo potere. Venne così indetta una nuova elezione, 60 giorni dopo,con Moon Jae-in, un membro del partito democratico coreano, che vinse con oltre il 41% dei voti.

### Sentenze
Il 23 giugno 2017 la Corte distrettuale centrale di Seoul dichiarò Choi Soon-sil colpevole di ostruzione al proprio dovere, avendo utilizzato i suoi legami presidenziali per far ammettere sua figlia alla Ewha Womans University e permetterle di ricevere buoni voti: la donna venne così condannata a tre anni di reclusione; seguì una condanna a vent'anni per corruzione, abuso di potere e favoritismo. Esautorata a seguito di un impeachment, l'ex presidente coreana Park Geun-hye venne condannata a 25 anni e al pagamento di 20 miliardi di won.